# Fjälldrakfisk
Fjälldrakfisk (Stomias atriventer) är en fiskart som beskrevs av Garman, 1899. Fjälldrakfisk ingår i släktet Stomias och familjen Stomiidae. Inga underarter finns listade i Catalogue of Life.